# Günter Traub
Günter Traub (* 13. März 1939 in Schweinfurt) ist ein ehemaliger deutscher Roll- und Eisschnellläufer. Er war mehrfacher Welt- und Europameister im Rollschnelllauf. Für seine sportlichen Leistungen wurde er am 11. Dezember 1965 mit dem Silbernen Lorbeerblatt ausgezeichnet.

## Werdegang
Günter Traub betätigte sich zunächst mit seinem Bruder Jürgen im Rollschnelllauf beim ERV Schweinfurt. Unterstützt wurden sie durch das Anlegen einer Rollschnelllaufbahn im Willy-Sachs-Stadion im Jahr 1960. Parallel widmeten sich die Brüder ab 1959 dem Eisschnelllauf. In dieser Sportart konnte Günter Traub 1963 in Madonna di Campiglio erstmals seit der Anfangszeit dieser Sportart als deutscher Athlet einen Weltrekord aufstellen und zwar in der „Königsdisziplin“ Großer Vierkampf. Der Rekord wurde ihm jedoch nur Stunden später im norwegischen Hamar von Knut Johannesen wieder abgenommen. Am Ende seiner Laufbahn konnte Günter Traub 1968 erneut einen Weltrekord in dieser Disziplin aufstellen.
Er trat in den Jahren 1964 und 1968 bei den Olympischen Winterspielen für die Bundesrepublik Deutschland beziehungsweise die gesamtdeutsche Mannschaft an und belegte als beste Platzierung jeweils einen elften Rang. Bei den Weltmeisterschaften 1963 erreichte er Rang zwölf und auf den Europameisterschaften 1962 Platz sechs sowie jeweils Rang neun 1963 und 1964. Günter Traub konnte auf den Strecken von 1000 bis 10.000 Metern jeweils neue deutsche Rekorde aufstellen, er wurde zwischen 1961 und 1968 viermal Deutscher Meister, sowie zweimal Vizemeister.
Von 1969 bis 1970 trainierte er die US-Mannschaft im Eisschnelllauf, zu der unter anderem Peter Mueller, Dianne Holum und Eric Heiden gehörten. 1970 beendete Traub seine Karriere nach einem schweren Trainingsunfall, bei dem er 23 Knochenbrüche erlitt. Nach seiner Genesung wurde er Nationaltrainer der italienischen Eisschnellläufer und begleitete das Team zu den Olympischen Winterspielen 1972 in Sapporo. 1972 wechselte Traub in den Motorsport und wurde Fitnesstrainer des internationalen Ford-Auto-Rennteams, zu dem unter anderem Jackie Stewart, Niki Lauda, Jochen Mass und Hans-Joachim Stuck gehörten.
1999 kam er im Alter von 60 Jahren zurück zum Eisschnelllauf und wurde in seiner Altersklasse Weltmeister. Zudem stellte er einen neuen Weltrekord auf. Zwischen 2000 und 2002 konnte er noch einmal Weltmeister werden und erreichte insgesamt sieben neue Weltrekorde in der Altersklasse über 60 Jahre.
Traub lebt heute in St. Moritz und arbeitete dort als Diplom-Sportlehrer und Mentaltrainer. Er trainierte unter anderem Juan Carlos von Spanien, Michael Schumacher und Hubert Burda. 1990 hatte er auch einen kurzen Gastauftritt im Actionfilm Feuer, Eis & Dynamit, in dem Roger Moore die Hauptrolle bekleidete.